# F comme Film
 (novembre 2019).
Si vous disposez d'ouvrages ou d'articles de référence ou si vous connaissez des sites web de qualité traitant du thème abordé ici, merci de compléter l'article en donnant les références utiles à sa vérifiabilité et en les liant à la section « Notes et références ».
F comme Film, anciennement Société d'exploitation et de distribution de films (SEDIF) puis SEDIF Productions, est une société de production cinématographique dirigée par Jean-Louis Livi.

## Historique
Cette entreprise a pour origine la Société d'exploitation et de distribution de films (Sedif) fondée à Paris en 1935, dirigée par Joseph Lucachevitch (1897-1958), rachetée en 1945 par Ignace Morgenstern, fondateur de la Cocinor en 1947.
Elle a produit un large nombre de films français, dont certains sont maintenant des classiques.

## Filmographie sélective
- 1938 : La Marseillaise de Jean Renoir
- 1959 : Les Quatre Cents Coups de François Truffaut
- 1990 : Ripoux contre ripoux de Claude Zidi
- 1999 : Le Ciel, les Oiseaux et... ta mère ! de Djamel Bensalah
- 2005 : De battre mon cœur s'est arrêté de Jacques Audiard
- 2015 : Floride, de Philippe Le Guay
- 2022 : Maigret de Patrice Leconte